# Orchard City
Orchard City – miasto w Stanach Zjednoczonych, w stanie Kolorado, w hrabstwie Delta.